# Morte al fascismo, libertà al popolo!
«Morte al fascismo, libertà al popolo!» (serbocroato: Smrt fašizmu, sloboda narodu!; sloveno: Smrt fašizmu, svoboda narodu!; macedone: Смрт на фашизмот, слобода на народот! [Smrt na fašizmot, sloboda na narodot!]; bulgaro: Смърт на фашизма, свобода на народа! [Smărt na fašizma, svoboda na naroda!]; albanese: Vdekje fashizmit, liri popullit!) era il motto dei partigiani jugoslavi e albanesi che combatterono contro gli occupanti tedeschi e italiani durante la seconda guerra mondiale.
È stato spesso richiamato dalla propaganda e nella pubblicistica del regime titino e, più in generale, comunista del dopoguerra, venendo talvolta abbreviato nella sigla SFSN (o, nella versione cirillica, СФСН, per esempio in scritte murali, informali o di regime), comune a tutti gli idiomi che lo avevano adottato.

## Storia

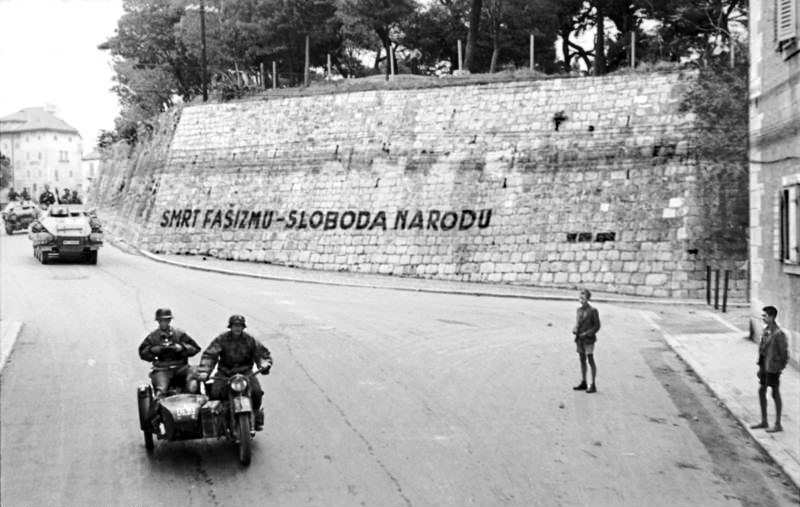
Il motto, dipinto su una muraglia a Spalato nel settembre del 1943

La prima occorrenza documentaria risale al mese di agosto 1941, quando un editoriale del quotidiano partigiano croato Vjesnik (Messaggero) uscì con un titolo simile. Ma è a partire dal 22 maggio 1942, data dell'impiccagione del partigiano Stjepan Filipović da parte della Guardia Statale Serba, che l'espressione ha conosciuto una fortuna crescente.
Poco prima della sua esecuzione, un fotografo serbo riuscì ad immortalare il momento in cui Filipović, alzando i pugni in alto, proferendo le sue ultime invettive contro i nazisti e gli ustascia, pronunciò infine le parole «Morte al fascismo, libertà al popolo!».
Il grido, inneggiante alla libertà e alla resistenza, accompagnato dall'ultima immagine di Filipović (più volte ricordata per la sua somiglianza ad un noto quadro di Francisco Goya, benché questo rappresenti più un gesto di disperazione, che di fiera resistenza), divenne in breve tempo il simbolo della resistenza antifascista ed antinazista jugoslava, e venne in seguito adottato anche dai partigiani bulgari che combattevano contro i tedeschi.

## Uso del motto
La riunificazione dei movimenti antifascisti clandestini in Jugoslavia fu simboleggiata proprio dalla comune adozione, sia in contesti formali che informali, del saluto ispirato al celebre grido.

In genere colui che salutava diceva, con il pugno alzato: «Morte al fascismo!», a cui l'interlocutore rispondeva, ripetendo il gesto: «Libertà al popolo!».